# Małysze (rejon lachowicki)
Małysze (biał. Малышы, Małyszy; ros. Малыши, Małyszy) – wieś na Białorusi, w obwodzie brzeskim, w rejonie lachowickim, w sielsowiecie Krzywoszyn.

## Historia
W XIX i w początkach XX w. położone były w Rosji, w guberni mińskiej, w powiecie nowogródzkim, w gminie Krzywoszyn.
W dwudziestoleciu międzywojennym leżały w Polsce, w województwie nowogródzkim, w powiecie baranowickim, w gminie Niedźwiedzice. W 1921 miejscowość liczyła 242 mieszkańców, zamieszkałych w 47 budynkach, wyłącznie Polaków. 240 mieszkańców było wyznania prawosławnego i 2 rzymskokatolickiego.
Po II wojnie światowej w granicach Związku Sowieckiego. Od 1991 w niepodległej Białorusi.